# کویو اوهارا
کویو اوهارا (انگلیسی: Kōyū Ohara; ۱۰ اکتبر ۱۹۳۵ – ۲۰ فوریه ۲۰۰۴) کارگردان فیلم، و فیلم‌نامه‌نویس اهل ژاپن بود.